# Interleucina

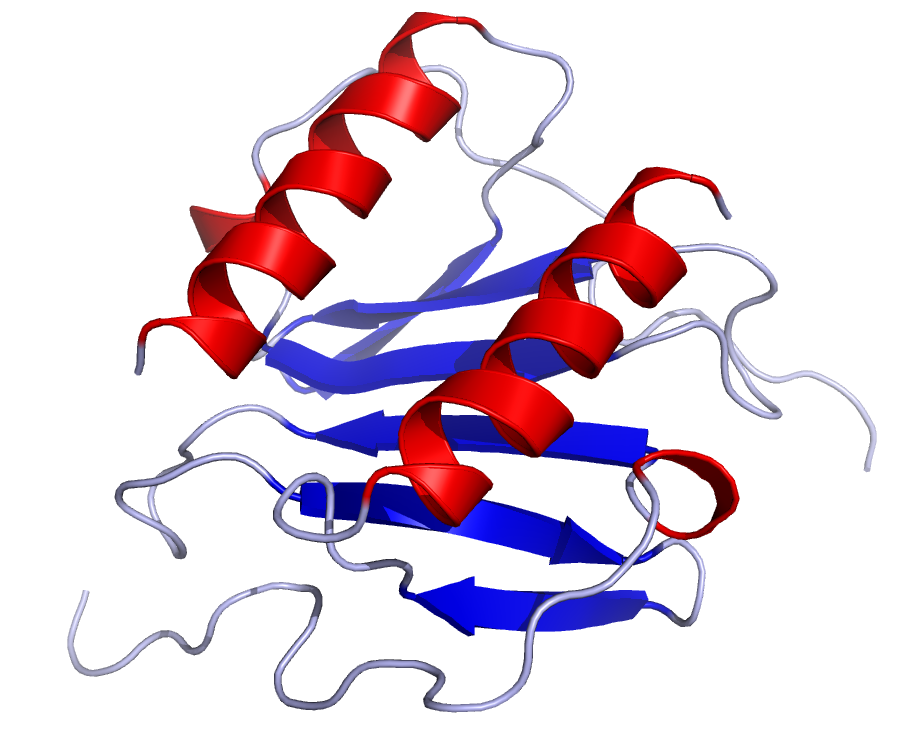
Representación estructural de interleucina 8 (IL-8).

Las interleucinas o interleuquinas (del griego λευκὸς, -leukós, blanco y κινή, -kiné, movimiento y que se pueden abreviar como IL), son un conjunto de citoquinas (proteínas , de  bajo peso molecular,  que actúan como moléculas mensajeras químicas a corta distancia, en la comunicación celular), que se observó por primera vez que fueron sintetizadas por los leucocitos (de ahí leuki), aunque en algunos casos también pueden fabricarse por células endoteliales, del estroma del timo o de la médula ósea. 
Las IL pueden dividirse en cuatro grandes grupos basados en características estructurales distintivas. Sin embargo, su similitud en la secuencia de aminoácidos es bastante débil (típicamente 15-25% de identidad). El genoma humano codifica más de 50 interleucinas y proteínas relacionadas.
La función del sistema inmunológico depende en gran parte de las interleucinas. Su principal papel es regular los eventos que atañen a las funciones de estas poblaciones de células del sistema inmunitario, como la activación, diferenciación o proliferación, la secreción de anticuerpos, la quimiotaxis, regulación de otras citocinas y factores, entre otras.
Se han descrito deficiencias poco frecuentes de algunas, todas ellas enfermedades raras relacionadas con enfermedades autoinmunes o de inmunodeficiencia, siendo especialmente importante la alteración conocida como tormenta de interleucinas.
La mayoría de las interleucinas se sintetizan por los linfocitos T CD4 ayudantes o helpers, así como a través de monocitos, macrófagos y células endoteliales. Promueven el desarrollo y la diferenciación de los linfocitos T y B, y de las células hematopoyéticas.
Además, se sabe que los receptores de interleucina en astrocitos en el hipocampo también están involucrados en el desarrollo de memorias espaciales en ratones.

## Historia
El nombre "interleucina" se eligió en 1979, para sustituir los distintos nombres utilizados por los diferentes grupos de investigación para designar a la interleucina 1 (factor activador de los linfocitos, proteína mitogénica, factor de sustitución de células T III, factor activador de células B, factor de diferenciación de células B y "Heidikine") y a la interleucina 2 (TSF, etc.). Esta decisión se tomó durante el Segundo Taller Internacional de Linfoquinas en Suiza (27-31 de mayo de 1979 en Ermatingen)
El término interleucina se deriva de (inter) "como medio de comunicación" y (-leucina) "derivado del hecho de que muchas de estas proteínas son producidas por los leucocitos y que actúan sobre los leucocitos". El nombre es algo así como una reliquia; desde entonces se ha descubierto que las interleucinas son producidas por una amplia variedad de células del cuerpo. El término fue acuñado por el Dr. Vern Paetkau, de la Universidad de Victoria.
Algunas interleucinas se clasifican como linfoquinas, citoquinas producidas por los linfocitos que median en las respuestas inmunológicas.

## Estructura
Son proteínas solubles de bajo peso molecular que ejecutan múltiples funciones vinculadas al crecimiento celular, inmunidad, diferenciación tisular, inflamación, etc. Además de las células del sistema inmunitario, estas citocinas son producidas por diferentes tipos celulares durante la activación de la inmunidad innata y adquirida. Son el principal medio de comunicación intracelular ante una invasión microbiana. Las citocinas sirven para iniciar la respuesta inflamatoria, y para definir la magnitud y naturaleza de la respuesta inmunitaria específica. Se conocen en la actualidad no menos de 33 interleucinas, las cuales difieren entre sí tanto desde el punto de vista químico como del biológico. Mientras algunas de ellas (IL-4, IL-10, IL-11) presentan esencialmente efectos favorables, otras (IL-1, IL-6, IL-8), paralelamente a su función defensiva, pueden también ser deletéreas para el organismo.

## Clases
- IL-1: producida por macrófagos, y células epasepiteliales. Induce una reacción de fase aguda y la activación y reconocimiento por parte de linfocitos T y macrófagos del lugar donde se desarrolla la respuesta inmunitaria. Actúa junto con el TNF en la inmunidad innata y la inflamación.
- IL-2: producida por linfocitos Th1 , estimula el crecimiento y la diferenciación de la respuesta de los linfocitos T.
- IL-3: producida por linfocitos Th2, estimula las células madre de la médula ósea.
- IL-4: relacionada con la proliferación de linfocitos B, mastocitos y linfocitos T. Tiene un importante papel en las reacciones alérgicas.
- IL-5: producida por linfocitos T y mastocitos, estimula el crecimiento y proliferación de eosinófilos.
- IL-6: segregada por macrófagos, participa en reacciones de fase aguda, también estimula el crecimiento y diferenciación de tanto linfocitos T como linfocitos B.
- IL-7: glucoproteina con masa molecular de 2.5000, secretada por las células del estroma del timo, del bazo y de la médula ósea, que funciona como un factor de crecimiento para los precursores de células T y B.
- IL-8: producida por monocitos, macrófagos, queratinocitos, fibroblastos y células endoteliales, su función es atraer a neutrófilos y linfocitos vírgenes, así como movilizar, activar y provocar la desgranulación de neutrófilos. También estimula la angiogénesis.
- IL-9: una linfocina polipeptídica glucosilada, con un peso molecular de 30 000 a 40 000. Secretada por células T activadas por IL-2, y tiene efectos in vitro promotores de crecimiento sobre las células cebadas. También puede coestimular a las células T junto con IL-2 o IL-4, y puede estimular en potencia a progenitores hematopoyéticos.
- IL-10: llamada antes factor inhibidor de la síntesis de citoquina; proteína con masa molecular de 18.000, producida por células Th2 células T CD8, monocitos, queratinocitos y células B activadas. Inhibidor de macrófagos y células dendríticas activadas por lo tanto participa en el control de reacciones inmunitarias innatas e inmunidad celular y expresión de moléculas del CMH clase II.
- IL-12: se llamó factor de maduración de linfocito citotóxico o factor estimulador de célula NK; sintetizado predominantemente por células B y macrófagos. La producción de la IL-12 por los macrófagos activados se suprime por la IL-4 y la IL-10. Promueve la proliferación de linfocitos T y células NK activados, aumentando en esta última célula la actividad lítica. Es un inductor potente de la producción de interferón gamma por las células T y NK en reposo o activadas. Induce selectivamente la diferenciación de linfocitos Th0 en Th1, pero suprime las funciones dependientes de Th2, como la producción de IL-4, IL-10 y anticuerpos de IgE. Producción de GM-CSF.
- IL-13: producido por linfocitos CD4 (TH2), NK y mastocitos. Cambio de isotipo a IgE en LB, aumenta producción de moco en células epiteliales y la síntesis de colágeno de los fibroblastos y macrófagos.
- IL-14: mediadora entre las células plasmáticas y el citoplasma.
- IL-15: mediadora del crecimiento de las células T (linfocitos CD8+ de memoria), proliferación de linfocito NK.
- IL-16: citocina derivada de los linfocitos T que actúa como quimiotáctico específico de eosinófilos.
- IL-17: producido por linfocitos, aumenta síntesis de quimioquinas en células endoteliales y macrófagos. Síntesis de GM-CSF y G-CSF.
- IL-18: producida por linfocitos NK y linfocitos T; síntesis de interferón gamma.
- IL-23: producido por macrófagos y células dendríticas, mantenimiento de los linfocitos T productores de IL-17.
- IL-27: producido por macrófagos y células dendríticas, inhibe linfocitos TH1. Síntesis de interferón-gamma en linfocitos NK.
- IL-40: producido por la médula ósea y el hígado fetal, y por las células B activadas, IL-40 representa una nueva citocina asociada a células B, que desempeña un papel importante en el desarrollo de respuestas inmunes humorales. La IL-40 también se expresa mediante células B activadas por humanos y por varios linfomas de células B humanas. La última observación sugiere que puede desempeñar un papel en la patogénesis de estas enfermedades.